# Remorqueur spatial
Un remorqueur spatial est un type de véhicule spatial conçu pour déplacer un autre engin spatial d'une orbite à une autre. De nombreux usages  ont été envisagés : déplacement de satellites en panne sur une orbite intermédiaire, prolongement de la vie d'un satellite à forte valeur ajoutée mais ayant épuisé ses ergols, déplacement de déchets spatiaux,... Pour des raisons à la fois économiques et technologiques l'activité des remorqueurs spatiaux développés s'est principalement limitée au maintien de l'orbite des stations spatiales. Il faut attendre 2020 pour que le MEV-1 de Northrop Grumman Innovation Systems ne devienne le premier remorqueur spatial dédié à un satellite commercial, à savoir le satellite de télécommunications Intelsat 901, en venant s'y amarrer avec succès et prolongeant ainsi théoriquement sa mission d'une durée de 5 ans. 

## Usages
Un remorqueur spatial peut être utilisé pour :
- dépanner un satellite à destination d'une orbite géostationnaire resté sur une orbite intermédiaire à la suite d'une panne de son lanceur ou de sa propre propulsion
- déplacer vers une autre orbite un satellite ayant épuisé ses ergols ou ne disposant pas de système de propulsion pour répondre à des besoins opérationnels (modification de la longitude d'un satellite de télécommunications, mise en réserve de ce satellite) ou dans le cadre d'une gestion de constellation de satellites
- refaire le plein d'ergols d'un autre engin spatial afin d'allonger sa durer de vie ou jouer le rôle d'étage supérieur pour réduire la masse à lancer
- rehausser l'orbite d'une station spatiale dégradée par le frottement atmosphérique
- réparer un satellite en panne ou remplacer un de ses composants défaillants
- modifier l'orbite de débris spatiaux ou de satellites en fin de vie n'ayant plus de capacité à se propulser soit pour accélérer leur destruction par rentrée atmosphérique soit pour les placer sur une orbite cimetière
- Transférer un vaisseau de l'orbite basse terrestre à une orbite basse lunaire

## Caractéristiques
Pour remplir sa mission, un remorqueur spatial doit disposer :
- D'une propulsion et de suffisamment d'ergols pour lui permettre de produire des modifications importantes de vitesse (delta-V) en étant amarré à des charges externes. Le système de propulsion est capable de multiples mises à feu et le taux d'évaporation des ergols doit être réduit.
- D'un système de rendez-vous automatique associé à un système de reconnaissance optique
- D'un système d'amarrage permettant de s'accoupler aux engins spatiaux à déplacer
- D'une longévité importante.

Le développement d'un remorqueur spatial a jusqu'à présent été étroitement lié à celui des stations spatiales. Celles-ci dépendent d'engins spatiaux spécialisés pour leur ravitaillement et le maintien de leur orbite. L'extension du recours aux remorqueurs spatiaux pour d'autres usages dépend de considérations à la fois économiques et technologiques :
- Mise au point de système de rendez-vous automatique et d'amarrage adapté à la diversité des véhicules rencontrés
- Nombre de missions potentielles commercialement viables
- Disponibilité de systèmes propulsifs disposant d'un rendement suffisant pour rentabiliser le recours à un engin spécialisé.

## Historique
Le remorqueur spatial est imaginé avant même le début de l'ère spatiale et est l'objet d'un roman de science-fiction intitulé "Space Tug" de l'écrivain américain Murray Leinster publié en 1953. Dès 1958 les industriels américains proposent de développer un remorqueur spatial pour répondre aux contraintes logistiques de la station spatiale dont le gouvernement américain a lancé l'étude. Le premier véritable remorqueur spatial est le vaisseau soviétique Progress dont le premier vol remonte à 1978. Celui dispose d'un système d'amarrage automatique et peut grâce à sa propulsion et à une importante réserve d'ergols remonter l'orbite de Saliout 6.

## Remorqueurs spatiaux
- Progress est un vaisseau cargo spatial développé dans le cadre du programme spatial soviétique pour ravitailler la station spatiale Saliout 6 qui a par la suite été utilisé pour le ravitaillement de la station russe Mir et la Station spatiale internationale. Il utilise une partie du carburant pour rehausser l'orbite de la station spatiale.
- L'ATV (2008-2014) est un cargo spatial de l'Agence spatiale européenne développé pour ravitailler la station spatiale internationale qui a été construit à 5 exemplaires. Il joue également vis-à-vis de celle-ci le rôle de remorqueur spatial car il emporte une grande quantité de carburant qu'il utilise en partie pour rehausser l'orbite de la station spatiale.
- MEV est le premier vrai remorqueur spatial. Développé par le constructeur aérospatial américain Northrop Grumman Innovation Systems, anciennement Orbital ATK, il est destiné à prolonger la vie des satellites de télécommunications en orbite géostationnaire[3]. Le premier exemplaire (MEV-1) a décollé le 9 octobre 2019 pour venir s'amarrer avec succès à Intelsat 901 le 25 février 2020[4]. Ce dernier ne possédait plus de réserves suffisantes d'ergols pour répondre à ses besoins opérationnels. Le 2 avril, Intelsat 901 est remis en fonction. MEV-1 doit rester amarrer durant 5 ans à ce satellite, avant de le placer définitivement sur une orbite de rebut et de s'amarrer à un autre satellite de la flotte Intelsat. La durée de vie du MEV-1 est estimée à plus de 15 ans, soit typiquement trois amarrage[5]. Le deuxième exemplaire MEV-2 est lancé le 15 août 2020 et s'arrime à Intelsat 10-02 en avril 2021[6],[7],[8].

## Projets de remorqueurs spatiaux

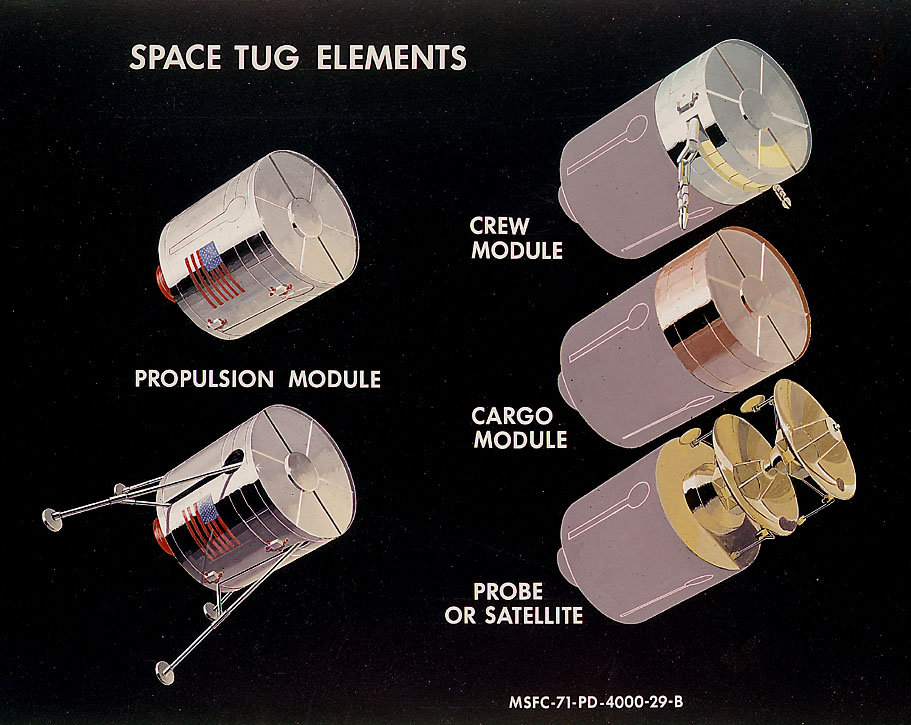
Vue d'artiste du Space Tug de 1969

- SEP Tug était un projet de remorqueur spatial étudié en 1986 par un ingénieur de la NASA destiné à convoyer les modules d'une base lunaire depuis l'orbite basse terrestre (300 km) jusqu'à l'orbite basse lunaire (100 km). Le SEP tug d'une masse de 15 tonnes (dont 7,3 tonnes de xénon) devait utiliser ses moteurs ioniques (10 moteurs de 1 newton de poussée) pour déplacer le module lunaire d'une masse de 20 tonnes y compris le module de l'amener sur le sol lunaire[9].
- Orbital Transfer Vehicle était un remorqueur spatial réutilisable étudié entre 1985 et 1989 par la NASA et plusieurs industriels[10].
- Space Tug était un remorqueur spatial étudié au début des années 1970 par le constructeur spatial Boeing pour remplir de nombreux types de missions y compris comme atterrisseur lunaire dans le cadre d'une mission habitée. Le vaisseau d'une masse totale de 20,6 tonnes devait être propulsé par un moteur-fusée à ergols liquides RL-10 brulant un mélange hydrogène/oxygène et capable de fournir une poussée de 10,6 tonnes[11].
- Orbital Maneuvering Vehicle (OMV), étudié pour le compte de la NASA par TRW, était un composant important de la station spatiale en cours de conception à l'époque[12].
- Parom (ferry en russe) est un remorqueur spatial étudié par l'industriel russe RKK Energia en 2005 conjointement avec le vaisseau Kliper chargé d'assurer la relève des équipages de la Station spatiale internationale. Cet engin spatial d'une masse de moins de 7 tonnes  devait être propulsé par des moteurs ioniques à faible poussée mais impulsion spécifique élevée et disposer d'un espace habitable venant  compléter celui du vaisseau principal. Sa mission aurait été de hisser le vaisseau Kliper depuis l'orbite basse (environ 200 km) jusqu'à l'orbite de la Station spatiale internationale et de reprendre le rôle dévolu jusque-là au cargo Progress : ravitaillement de la station spatiale en carburants et fret pressurisé, correction de l'orbite de la station spatiale. Sa durée de vie en orbite devait être de 15 ans[13].
- Soyouz B
- MoTV
- Kistler OV
- ERTA
- GE Lunar NEP Tug
- Nerva 2/NTR
- ICAN
- United States Deorbit Vehicle (USDV)